# Колонія 1 Май
Колонія 1 Май (рум. Colonia 1 Mai) — село у повіті Брашов в Румунії. Входить до складу комуни Вулкан.
Село розташоване на відстані 146 км на північ від Бухареста, 15 км на захід від Брашова.

## Населення
За даними перепису населення 2002 року у селі проживали 825 осіб.
Національний склад населення села:
| Національність | Кількість осіб | Відсоток |
| -------------- | -------------- | -------- |
| румуни         | 793            | 96,1%    |
| угорці         | 18             | 2,2%     |
| цигани         | 9              | 1,1%     |
| німці          | 5              | 0,6%     |

Рідною мовою назвали:
| Мова      | Кількість осіб | Відсоток |
| --------- | -------------- | -------- |
| румунська | 799            | 96,8%    |
| угорська  | 17             | 2,1%     |
| німецька  | 5              | 0,6%     |